# 함흥철
함흥철(咸興哲, 1930년 11월 17일 ~ 2000년 9월 11일)은 1950년대와 1960년대에 활동했던 대한민국의 축구 선수로 포지션은 골키퍼였다.

## 국가대표팀 경력
그는 42경기에 국제 경기에 출전하여 58골을 실점하였으며, 1956년 AFC 아시안컵과 1960년 AFC 아시안컵 우승 멤버이기도 하다. 그 후에는 대한민국 축구 국가대표팀 감독도 맡아서 1972년 메르데카컵, 박스컵과 1976년 하계 올림픽 예선, 1978년 아시안 게임에서 감독직을 수행했다. 1954년 FIFA 월드컵 명단에도 들었지만, 벤치 멤버였다.

## 지도자 경력
1982년 할렐루야에서 코치에서 감독으로 승격하였으며 그 후 1983년 한국 프로축구 원년 리그 우승을 하였으며 최초 감독상 수상의 영예도 함께 가져갔다.
1989년 말 유공 코끼리의 2군 감독으로 선임되었으며 1992년 기술고문직을 수행했다. 1991년 6월 29일 경기 종료 후 본인(함흥철)의 소속팀(유공)이 패하여 3연패를 기록하자  당시 주심이었던 이상권 심판을 폭행한 혐의 때문에 같은 달 30일 서울 중부경찰서로부터 불구속 입건됐고 1991년 7월 22일 축구협회로부터 1년 자격정지됐으며 이외에도 1960년 올림픽 예선 당시 심판을 구타한  사건의 주동자였고 1971년 전국축구선수권대회 경기에서 주심이 조흥은행 감독에게 주의를 주자 옆에서 심판을 때린 전적이 있을 정도로 불같은 성격의 소유자였다.
2000년 9월 11일 설악산 등반 중 추락하여 사망했다.

## 수상 내역

### 선수
대한민국 축구 국가대표팀
- AFC 아시안컵 우승 2회 : 1956, 1960

### 감독
할렐루야
- K리그 우승 1회 : 1983

 할렐루야
- K리그 감독상 : 1983